# Kosuke Kikuchi
Kosuke Kikuchi (født 16. december 1985) er en japansk fodboldspiller, som spiller for den japanske fodboldklub Omiya Ardija.